# (1438) Wendeline
(1438) Wendeline est un astéroïde de la ceinture principale découvert le 11 octobre 1937 par l'astronome allemand Karl Wilhelm Reinmuth. Le lieu de découverte est Heidelberg (024). Sa désignation provisoire était 1937 TC.